# 909-es busz (Budapest)
A budapesti 909-es jelzésű éjszakai autóbusz a Deák Ferenc tér és Kispest, Kossuth tér között közlekedik. A járatok a Deák Ferenc tértől a 9-es járat vonalán haladnak Kőbányáig (miközben érintik a Pongrác úti lakótelepet), onnan a 85-ös vonalán érintik Újhegyet, majd Kőbánya-Kispestet, végül az Üllői úton biztosítanak átszállási lehetőséget a 914-es és 950-es éjszakai járatokra. A vonalat az ArrivaBus Kft. üzemelteti.

## Története
A vonal elődjének a korábban 28É jelzésű, Blaha Lujza térről induló éjszakai vonal tekinthető. Ezen a vonalon 1996. március 1-jén közlekedtek először autóbuszok, a korábban éjszaka is közlekedő 28-as villamosok helyett. Szilveszterkor 85É jelzésű éjszakai buszok is jártak az Örs vezér tere és Kispest, Határ út között.
A 909-es jelzésű vonalat 2005. szeptember 1-jén hozták létre. A módosított vonalon a járatok a korábbinál gyakrabban indultak.
2006. december 1-jétől péntek és szombat esténként a szóló autóbuszok helyett csuklós buszokat közlekedtettek.
A vonalon 2012. július 15-én bevezették, majd 2014. március 28-án megszüntették az első ajtós felszállási rendet.

## Útvonala
| Kispest, Kossuth tér felé | Deák Ferenc tér felé |
| --- | --- |
| Deák Ferenc tér vá. – Károly körút – Astoria – Múzeum körút – Kálvin tér – Üllői út – Szabó Ervin tér – Baross utca – Orczy tér – Kőbányai út – Könyves Kálmán körút – aluljáró – Hungária körút – Salgótarjáni utca – Pongrác út – Mázsa tér – Liget tér – Kőrösi Csoma Sándor út – Élessarok – Dreher Antal út – Jászberényi út – Maglódi út – Gitár utca – Harmat utca – Tavas utca – Bányató utca – Sibrik Miklós út – felüljáró – Vak Bottyán utca – Lehel utca – Üllői út – Kispest, Kossuth tér vá. | Kispest, Kossuth tér vá. – Üllői út – Simonyi Zsigmond utca – Bartók Béla utca – Szabó Ervin utca – felüljáró – Sibrik Miklós út – Bányató utca – Tavas utca – Harmat utca – Sibrik Miklós út – Mádi utca – Gitár utca – Maglódi út – Jászberényi út – Dreher Antal út – Élessarok – Kőrösi Csoma Sándor út – Liget tér – Mázsa tér – Pongrác út – Salgótarjáni utca – Hungária körút – aluljáró – Könyves Kálmán körút – Kőbányai út – Orczy tér – Baross utca – Szabó Ervin tér – Üllői út – Kálvin tér – Múzeum körút – Astoria – Károly körút – Deák Ferenc tér vá. |

## Megállóhelyei
Az átszállási kapcsolatok között a Deák Ferenc tér és az Élessarok között közlekedő 909A busz nincs feltüntetve.
| 0  | Deák Ferenc tér M végállomás             | 41 | 100E 914, 914A, 916, 931, 931A, 950, 950A, 979, 979A, 990                                                                |
| 1  | Astoria M                                | 39 | 100E 907, 907A, 908, 908A, 914, 914A, 916, 931, 931A, 934 (hétvége hajnalban), 950, 950A, 956, 973, 973A, 979, 979A, 990 |
| 3  | Kálvin tér M                             | 37 | 100E 914, 914A, 934 (hétvége hajnalban), 950, 950A, 979, 979A                                                            |
| 4  | Szentkirályi utca                        | 36 | |
| 6  | Harminckettesek tere                     | 35 | 6 923 |
| 7  | Horváth Mihály tér                       | 33 | |
| 8  | Muzsikus cigányok parkja                 | 33 | |
| 9  | Kálvária tér                             | 32 | |
| 11 | Orczy tér                                | 31 | |
| 12 | Kőbányai út 31.                          | 29 | |
| 14 | Kőbányai út / Könyves Kálmán körút       | ∫  | 901, 918 |
| 15 | Kőbányai út / Könyves Kálmán körút       | 28 | 901, 918 |
| 16 | Hidegkuti Nándor Stadion                 | 27 | 901, 918 |
| 17 | Kőbányai garázs                          | 25 | |
| 18 | Pongrácz úti lakótelep                   | 24 | |
| 19 | Kistorony park                           | 23 | |
| 20 | Kőbánya alsó vasútállomás                | 22 | S50 |
| 22 | Liget tér                                | 21 | |
| 23 | Szent László tér                         | 20 | |
| 24 | Harmat utca (↓) Ónodi utca (↑)           | 19 | |
| 26 | Élessarok                                | 19 | 956, 990 |
| 26 | Sörgyár                                  | 18 | 956, 990 |
| ∫  | Maglódi út                               | 14 | 956, 990 |
| 27 | Gitár utca                               | ∫  | |
| 28 | Csősztorony                              | ∫  | |
| 29 | Szlávy utca                              | ∫  | |
| ∫  | Téglavető utca                           | 12 | |
| ∫  | Kocka utca                               | 12 | |
| 30 | Kada utca                                | 11 | |
| 31 | Lavotta utca                             | 10 | |
| ∫  | Mádi utca                                | 9  | |
| 32 | Sibrik Miklós út                         | 8  | 968 |
| 33 | Újhegyi sétány                           | 8  | 968 |
| 34 | Tavas utca                               | ∫  | |
| 35 | Mélytó utca                              | 7  | |
| 36 | Bányató utca                             | 6  | |
| 37 | Gőzmozdony utca                          | ∫  | 968 |
| 38 | Gergely utca (Sibrik Miklós út)          | 5  | 968 |
| 39 | Felüljáró (↓) Felüljáró (Gyömrői út) (↑) | 3  | 968 |
| 40 | Kőbánya-Kispest M                        | 3  | 200E 968 S50 |
| ∫  | Sós utca                                 | 1  | 968 |
| ∫  | Simonyi Zsigmond utca                    | 1  | 968 |
| 43 | Kispest, Kossuth tér végállomás          | 0  | 914, 950, 950A, 968 |